# Alconeura socorroana
Alconeura socorroana är en insektsart som beskrevs av Knull 1945. Alconeura socorroana ingår i släktet Alconeura och familjen dvärgstritar. Inga underarter finns listade i Catalogue of Life.